# マフムード・サッタリ
マハムード・サッタリ（Mahmoud Sattari、1991年2月22日 - ) は、日本を拠点に活動するイラン人のムエタイ 、キックボクサー。TEAM ŌTA所属。元イラン代表選手。イランキャラジ出身。K‐1世界無差別級トーナメント優勝。元M-1世界ヘビー級王者。元Krushクルーザー級王者。

## 経歴
サッタリは6歳でキックボクシングを始め、成人になるまで、青年部門で数個の全国チャンピオンを獲得している。 2014年アジアビーチゲームズでの銀メダルおよび2017年アジアインドア・マーシャルアーツゲームズでの金メダルは、アマチュアのムエタイ選手時代に獲得した主な賞である。 サッタリは2016年ヨンショーピングで開催されたIFMA世界ムエタイ選手権、 2017年ブダペストで開催されたWAKO 世界ムエタイ選手権にも出場している。
プロ選手の世界ドリーグに参加するべく、2020年に日本に移住した。2020年10月17日、Krushで谷川聖哉と対戦しKO勝利している。 2020年11月25日、M-1ヘビー級タイトルを獲得した。2021年3月21日、Krushの第2ラウンドで加藤久輝に勝利した。 
2021年10月24日、krush第2代クルーザー級王者トーナメントにおいて、1回戦でRUI、決勝戦で谷川にそれぞれKO勝ちし、第2代Krushクルーザー級王座を獲得した。2021年12月18日にANIMAL☆KOJIとKrushクルーザー級タイトルマッチを行い、1R30秒の秒殺KO勝ちを収め王座初防衛に成功。2022年4月3日、K-1 WORLD GP 2022 JAPAN ～K’FESTA.5～で行われたK-1 WORLD GP 2022 K-1無差別級トーナメントに出場。1回戦でK-Jeeに1R1分28秒のKO勝ち、準決勝で京太郎に3-0の判定勝ち、決勝で谷川聖哉に3R17秒のKO勝ちを収めてトーナメント優勝を果たした。
2023年9月10日、ReBOOT〜K-1 ReBIRTH〜で行われたK-1 30周年記念無差別級トーナメントに出場。1回戦でISKAヨーロッパヘビー級王者のクラウディオ・イストラテと対戦し、1R2:19KO負けを喫し1回戦敗退、無差別級トーナメント2連覇とはならなかった。

## 戦績

### プロキックボクシング
| キックボクシング 戦績 | キックボクシング 戦績 | キックボクシング 戦績 | キックボクシング 戦績 | キックボクシング 戦績 | キックボクシング 戦績 | キックボクシング 戦績 |
| --------------------- | --------------------- | --------------------- | --------------------- | --------------------- | --------------------- | --------------------- |
| 24 試合               | (T)KO                 | 判定                  | その他                | 引き分け              | 無効試合              |                       |
| 20 勝                 | 12                    | 8                     | 0                     | 0                     | 0                     |                       |
| 4 敗                  | 3                     | 1                     | 0                     | 0                     | 0                     |                       |

| 勝敗 | 対戦相手                 | 試合結果                    | 大会名                                                                                     | 開催年月日     |
| ×    | ティアン・ターザン       | 1R 1:04 KO（左ストレート）  | K-1 BEYOND 【K-1 WORLD GPクルーザー級王座決定戦】                                          | 2025年5月31日  |
| ×    | リュウ・ツァー           | 3R終了 判定0-2              | K-1 WORLD MAX 2024 【K-1 WORLD GP クルーザー級タイトルマッチ】                             | 2024年9月29日  |
| ×    | クラウディオ・イストラテ | 1R 2:19 KO（2ノックダウン） | ReBOOT～K-1 ReBIRTH～ 【K-1 30周年記念無差別級トーナメント1回戦】                          | 2023年9月10日  |
| ×    | ステファン・ラテスク     | 2R 1:37 KO（左フック）      | K-1 WORLD GP 2022 in Osaka                                                                 | 2022年12月3日  |
| ○    | 内田雄大                 | 1R 1:18 KO (左フック)       | THE MATCH 2022                                                                             | 2022年6月19日  |
| ○    | 谷川聖哉                 | 3R 0:17 KO (右ストレート)   | K-1 WORLD GP 2022 JAPAN ～K’FESTA.5～ 【 K-1 WORLD GP 2022 K-1無差別級トーナメント決勝戦】 | 2022年4月3日   |
| ○    | 京太郎                   | 3R終了 判定 3-0             | K-1 WORLD GP 2022 JAPAN ～K’FESTA.5～ 【 K-1 WORLD GP 2022 K-1無差別級トーナメント準決勝】 | 2022年4月3日   |
| ○    | K-Jee                    | 1R 1:28 KO (左フック)       | K-1 WORLD GP 2022 JAPAN ～K’FESTA.5～ 【 K-1 WORLD GP 2022 K-1無差別級トーナメント1回戦】  | 2022年4月3日   |
| ○    | ANIMAL☆KOJI              | 1R 0:30 KO（左フック）      | Krush.132 【Krushクルーザー級タイトルマッチ】                                              | 2021年12月18日 |
| ○    | 谷川聖哉                 | 1R 2:44 KO（右フック）      | Krush.127 【第2代Krushクルーザー級王座決定トーナメント 決勝】                              | 2021年7月27日  |
| ○    | RUI                      | 1R 2:14 KO（右フック）      | Krush.127 【第2代Krushクルーザー級王座決定トーナメント 準決勝】                            | 2021年7月27日  |
| ○    | 加藤久輝                 | 2R 0:26 TKO（膝とパンチ）   | K-1 WORLD GP 2021 JAPAN ～K’FESTA.4 DAY.1～                                                | 2021年3月21日  |
| ○    | 森謙太                   | 1R 1:43 KO（3ノックダウン） | KODO - The MOVE 【M-1世界ヘビー級王座決定戦】                                              | 2020年11月28日 |
| ○    | 谷川聖哉                 | 2R 2:44 TKO（右フック）     | Krush.118                                                                                  | 2020年10月17日 |
| ○    | アフメット・キリチュ     | 1R 1:16 KO（右ミドル）      | KOK World Series Sakarya                                                                   | 2019年6月28日  |

## 獲得タイトル

### アマチュア
- アジアビーチゲームズ：
  -  2014年アジアビーチゲームズ - プーケット (-81 kg)[20]
- アジアインドア・マーシャルアーツゲームズ:
  -  2017年アジアインドア・マーシャルアーツゲームズ - アシガバード (-81 kg)[21][22][23]

### プロキックボクシング
- M-1世界ヘビー級王座[24]
- WAKOアマチュアムエタイ世界ミドル級王座
- ムエタイ プレジデントカップ2012 優勝
- ムエタイ アジアンビーチゲーム2014 優勝
- ムエタイ アジアインドア＆マーシャルアーツ 2017 優勝
- 第2代Krushクルーザー級王座[25]
- K-1 WORLD GP無差別級トーナメント 優勝